# RpoN
Ген rpoN (РНК-полимераза, азот-ограничения N) кодирует сигма-фактор сигма-54 (σ54, сигма N или RpoN), белок Кишечной палочки и других видах бактерий. RpoN противодействует сигма-факторам RpoS.

## Биологическая роль
Первоначально идентифицированный как регулятор генов, участвующих в метаболизме и ассимиляции азота в условиях ограничения азота, Кишечной палочки σ54, как было показано, играет важную регуляторную роль во множестве других клеточных процессов. Точно так же гомологи σ54 у других видов регулируют широкий спектр процессов, включая жгутиковый синтез и вирулентность.

## Специфика последовательности и механизм действия
Промоторные элементы σ54 состоят из консервативных нуклеотидов, расположенных в -12 и -24 относительно стартового сайта транскрипции. Это контрастирует с членами семейства σ70, которые распознают консервативные промоторные элементы, расположенные примерно в -10 и -35 по отношению к стартовому сайту транскрипции. В отличие от членов семейства σ70, было показано, что белки σ54 связывают промоторную ДНК независимо от ядра RNAPin vitro. Другой отличительной характеристикой белков σ54 является их абсолютная потребность в белках-активаторах, известных как бактериальные энхансер-связывающие белки (bEBP), для инициации транскрипции.  Таким образом, как активные, так и неактивные формы RNAP: σ54 связаны с промоторами.
RpoN-регулируемые промоторные элементы имеют консенсусную последовательность следующим образом: TTGGCACGGTTTTTGCT.